# Gerd Nyquist
Gerd Nyquist, född Brænne 1913 i Kristiania, död 23 november 1984 i Oslo, var en norsk författare. 
Nyquist studerade journalistik vid University of California och historia vid Universitetet i Oslo. Hon debuterade 1957 med romanen Måne over Munkeby.
Störst publikframgång hade Nyquist med sina kriminalromaner. Hennes första kriminalroman, Avdøde ønsket ikke blomster från (1960), dramatiserades 1986 för NRK Radioteatern. Nyquist var en av stiftarna av och första president (1972–1977) i Rivertonklubben.
Nyquist är mor till författaren och musikern Arild Nyquist.